# Top 12 2006/07
Die Top 12 2006/07 war die fünfte französische Mannschaftsmeisterschaft im Schach der Frauen und gleichzeitig die erste unter dieser Bezeichnung.
Meister wurde Club de Clichy-Echecs-92, während der Titelverteidiger Évry Grand Roque nicht zur Vorrunde antrat und damit abstieg. Aus der Nationale II waren der Club de Rennes Paul Bert, der Club de Echiquier Guingampais und der Paris Chess Club aufgestiegen (einen vierten Aufsteiger gab es im Vorjahr nicht, da die erste Mannschaft des Club de Bischwiller in der Nationale I auf einem Abstiegsplatz gelandet war, die zweite Mannschaft jedoch einen Aufstiegsplatz in der Nationale II belegte). Alle drei Aufsteiger erreichten den Klassenerhalt, während neben Évry Marseille Duchamps, C.E. de Bois-Colombes und der Club de Thomas Bourgneuf Créteil die Abstiegsplätze belegten. Allerdings zog der Paris Chess Club seine Mannschaft nach der Saison zurück, so dass Bois-Colombes erstklassig blieb.
Zu den gemeldeten Mannschaftskadern siehe Mannschaftskader der Top 12 2006/07.

## Spieltermine
Die Vorrunde fand statt vom 11. bis 13. Mai 2007 und wurde zentral in Rennes ausgerichtet. Die Finalrunde wurde am 23. und 24. Juni in Clichy gespielt.

## Modus
Die zwölf teilnehmenden Vereine wurden in zwei Sechsergruppen (Groupe A und Groupe B) eingeteilt und spielten in diesen ein einfaches Rundenturnier. Über die Platzierung entschied zunächst die Anzahl der Mannschaftspunkte (3 Punkte für einen Sieg, 2 Punkte für ein Unentschieden, 1 Punkt für eine Niederlage, 0 Punkte für eine kampflose Niederlage), anschließend die Differenz zwischen Gewinn- und Verlustpartien und letztendlich die Zahl der Gewinnpartien. Die beiden Letzten jeder Gruppe stiegen in die Nationale I ab, während sich die beiden Ersten jeder Gruppe für die Finalrunde qualifizierten. Diese wurde im k.-o.-System ausgetragen, wobei auch der dritte Platz ausgespielt wurde.

## Vorrunde

### Gruppeneinteilung
Die 12 Mannschaften wurden wie folgt in die zwei Vorrunden eingeteilt:
| Groupe A                          | Groupe B                              |
| --------------------------------- | ------------------------------------- |
| Évry Grand Roque (1)              | Club de Vandœuvre-Echecs (2)          |
| Club de J.E.E.N. (HF)             | Club de Clichy-Echecs-92 (HF)         |
| Club de Mulhouse Philidor (B3)    | Club de Thomas Bourgneuf Créteil (A3) |
| Marseille Duchamps (A4)           | C.E. de Bois-Colombes (B4)            |
| Club de Rennes Paul Bert (N)      | Club de Bischwiller (B5)              |
| Club de Echiquier Guingampais (N) | Paris Chess Club (N)                  |

Anmerkung: Die Vorjahresplatzierung sowie die zugehörige Gruppe wird eingeklammert angegeben. Bei den beiden Finalisten ist stattdessen „1“ oder „2“ angegeben, bei den unterlegenen Halbfinalisten „HF“ und bei den Aufsteigern „N“.

### Groupe A
Évry trat zur Vorrunde nicht an und stand damit als erster Absteiger fest; alle ihre Wettkämpfe wurden mit 0:3 Mannschaftspunkten und 0:4 Brettpunkten gewertet. Die Entscheidung über den zweiten Absteiger war bereits vor der letzten Runde gegen Marseille gefallen, die alle übrigen Wettkämpfe verloren. Mulhouse war vor der letzten Runde schon für das Halbfinale qualifiziert, während sich Rennes erst in der letzten Runde den zweiten Platz sicherte.

#### Abschlusstabelle
| Pl. | Verein                            | Sp | G | U | V | MP | Brett-P. |
| --- | --------------------------------- | -- | - | - | - | -- | -------- |
| 01. | Club de Mulhouse Philidor         | 5  | 5 | 0 | 0 | 15 | 16:0     |
| 02. | Club de Rennes Paul Bert (N)      | 5  | 3 | 1 | 1 | 12 | 10:7     |
| 03. | Club de J.E.E.N.                  | 5  | 3 | 0 | 2 | 11 | 9:7      |
| 04. | Club de Echiquier Guingampais (N) | 5  | 2 | 1 | 2 | 10 | 10:9     |
| 05. | Marseille Duchamps                | 5  | 1 | 0 | 4 | 7  | 7:9      |
| 06. | Évry Grand Roque (M)              | 5  | 0 | 0 | 5 | 0  | 0:20     |

#### Entscheidungen
|     | qualifiziert für das Halbfinale: Club de Mulhouse Philidor, Club de Rennes Paul Bert |
|     | Absteiger in die Nationale II: Marseille Duchamps, Évry Grand Roque                  |
| (M) | Meister der letzten Saison                                                           |
| (N) | Aufsteiger der letzten Saison                                                        |

#### Kreuztabelle
| Ergebnisse | Ergebnisse                    | 01. | 02. | 03. | 04. | 05. | 06. |
| ---------- | ----------------------------- | --- | --- | --- | --- | --- | --- |
| 01.        | Club de Mulhouse Philidor     |     | 3:0 | 3:0 | 4:0 | 2:0 | 4:0 |
| 02.        | Club de Rennes Paul Bert      | 0:3 |     | 2:1 | 2:2 | 2:1 | 4:0 |
| 03.        | Club de J.E.E.N.              | 0:3 | 1:2 |     | 2:1 | 2:1 | 4:0 |
| 04.        | Club de Echiquier Guingampais | 0:4 | 2:2 | 1:2 |     | 3:1 | 4:0 |
| 05.        | Marseille Duchamps            | 0:2 | 1:2 | 1:2 | 1:3 |     | 4:0 |
| 06.        | Évry Grand Roque              | 0:4 | 0:4 | 0:4 | 0:4 | 0:4 |     |

### Groupe B
Die beiden Halbfinalplätze hatten sich Clichy und Vandœuvre schon vor der letzten Runde gesichert, während die übrigen vier Mannschaften noch um den Klassenerhalt kämpften. Rein sportlich wären Bois-Colombes und Créteil abgestiegen, durch den Rückzug des Paris Chess Club erreichte Bois-Colombes aber noch den Klassenerhalt.

#### Abschlusstabelle
| Pl. | Verein                           | Sp | G | U | V | MP | Brett-P. |
| --- | -------------------------------- | -- | - | - | - | -- | -------- |
| 01. | Club de Clichy-Echecs-92         | 5  | 5 | 0 | 0 | 15 | 17:3     |
| 02. | Club de Vandœuvre-Echecs         | 5  | 4 | 0 | 1 | 13 | 10:7     |
| 03. | Club de Bischwiller              | 5  | 1 | 2 | 2 | 9  | 9:10     |
| 04. | Paris Chess Club (N)             | 5  | 1 | 1 | 3 | 8  | 7:11     |
| 05. | C.E. de Bois-Colombes            | 5  | 1 | 1 | 3 | 8  | 6:10     |
| 06. | Club de Thomas Bourgneuf Créteil | 5  | 0 | 2 | 3 | 7  | 5:13     |

#### Entscheidungen
|     | qualifiziert für das Halbfinale: Club de Clichy-Echecs-92, Club de Vandœuvre-Echecs                     |
|     | Absteiger in die Nationale I: Paris Chess Club (freiwilliger Rückzug), Club de Thomas Bourgneuf Créteil |
| (N) | Aufsteiger der letzten Saison                                                                           |

#### Kreuztabelle
| Ergebnisse | Ergebnisse                       | 01. | 02. | 03. | 04. | 05. | 06. |
| ---------- | -------------------------------- | --- | --- | --- | --- | --- | --- |
| 01.        | Club de Clichy-Echecs-92         |     | 4:0 | 3:1 | 3:1 | 3:1 | 4:0 |
| 02.        | Club de Vandœuvre-Echecs         | 0:4 |     | 2:1 | 3:1 | 2:1 | 3:0 |
| 03.        | Club de Bischwiller              | 1:3 | 1:2 |     | 3:1 | 2:2 | 2:2 |
| 04.        | Paris Chess Club                 | 1:3 | 1:3 | 1:3 |     | 2:0 | 2:2 |
| 05.        | C.E. de Bois-Colombes            | 1:3 | 1:2 | 2:2 | 0:2 |     | 2:1 |
| 06.        | Club de Thomas Bourgneuf Créteil | 0:4 | 0:3 | 2:2 | 2:2 | 1:2 |     |

Anmerkung: Der Wettkampf zwischen Bischwiller und Vandœuvre endete 3:1 für Vandœuvre, wurde aber mit 2:1 für Vandœuvre gewertet.

## Endrunde

### Übersicht
|  | Halbfinale                | Halbfinale               |                           |   | Finale | Finale |
|  |                           |                          |                           |   |        |        |
|  | Club de Mulhouse Philidor | 0                        |                           |   |        |        |
|  | Club de Vandœuvre-Echecs  | 4                        |                           |   |        |        |
|  |                           |                          |                           |   |        |        |
|  |                           |                          |                           |   |        |        |
|  | Club de Vandœuvre-Echecs  | 0                        |                           |   |        |        |
|  |                           | Club de Clichy-Echecs-92 | 4                         |   |        |        |
|  |                           |                          |                           |   |        |        |
|  | Spiel um Platz drei       |                          |                           |   |        |        |
|  |                           |                          | Club de Rennes Paul Bert  | 0 |        |        |
|  | Club de Clichy-Echecs-92  | 4                        | Club de Mulhouse Philidor | 4 |        |        |
|  | Club de Rennes Paul Bert  | 0                        |                           |   |        |        |

### Entscheidungen
|  | Französischer Mannschaftsmeister: Club de Clichy-Echecs-92 |

### Halbfinale
Beide Halbfinalwettkämpfe sahen klare 4:0-Siege der Mannschaften aus der Groupe B. Während Clichys Sieg auch in dieser Höhe zu erwarten war (die nominell schwächste Spielerin Clichys war fast 200 Elopunkte besser als die nominell stärkste Spielerin Rennes'), war Vandœuvre nach Papierform nur leicht favorisiert gegen Mulhouse.

### Finale und Spiel um Platz 3
Sowohl im Finale als auch im Spiel um Platz 3 setzten sich erneut deutlich die Mannschaften durch, die bereits in der Vorrunde siegreich waren.

## Die Meistermannschaft
| 1.            | Club de Clichy-Echecs-92                                                                   |
| Schachfiguren | Almira Scripcenco, Sophie Milliet, Emilie Marchadour, Myriam Mandray, Antoaneta Stefanowa. |